# Klub hrvatskih povratnika iz iseljeništva
Klub hrvatskih povratnika iz iseljeništva nevladina je i izvanstranačka udruga hrvatskih, političkih i ekonomskih izbjeglica - povratnika iz inozemstva u Republiku Hrvatsku. Klub je osnovan 25. lipnja 1997. u Zagrebu.

## Ciljevi Kluba
Glavni ciljevi Kluba hrvatskih povratnika iz iseljeništva su poticanje hrvatskih iseljenika, bivših hrvatskih političkih i ekonomskih izbjeglica, na povratak u domovinu, pomaganje prilikom njihovog povratka i integracije u hrvatsko društvo. U osnovnim pojedinostima, sukladno statutarnim odredbama, to znači:
- povezivanje hrvatskih povratnika, organiziranje njihovog međusobnog susretanja i izmjene iskustava te poticanje na njihovu međusobnu suradnju;
- djelovanje na zaštiti prava hrvatskih povratnika iz iseljeništva;
- priređivanje stručno-znanstvenih okruglih stolova i simpozija na temu problematike povratka hrvatskih iseljenika u domovinu;
- razvijanje povjerenja između hrvatskih povratnika iz iseljeništva i hrvatskih državljana u domovini putem objektivnog znanstvenog, stručnog ili publicističkog istraživanja i predstavljanja povijesti hrvatskog političkog i ekonomskog iseljeništva;
- širenje optimizma među hrvatskim iseljenicima za povratak u domovinu;
- poticanje gospodarskog ulaganja hrvatskih iseljenika u Hrvatsku i prijenosa njihovog kulturološkog iskustva iz inozemstva, kako bi što bolje koristili gospodarskom razvoju hrvatske države i demokratizaciji hrvatskog društva.

## Tijela Kluba

### Upravni odbor:
- Doc. dr. sc. Katica Miloš, predsjednica
- Ante Šango, dopredsjednik
- Ivan Butković, dopredsjednik
- Bože Vukušić, glavni tajnik
- Antun Suić, rizničar

### Nadzorni odbor:
- Josip Horvat, predsjednik
- Denis Gudasić, dopredsjednik
- Franjo Bubalo, član

### Časni sud:
- Ante Sarić, predsjednik
- Bogomir Martinović, dopredsjednik
- Nediljko Vegar, član

## Vanjske poveznice
- Klub hrvatskih povratnika iz iseljeništva  Arhivirana inačica izvorne stranice od 25. rujna 2010. (Wayback Machine)